# Rallye des 1000 lacs 1982
Le Rallye des 1000 lacs 1982 (32 Jyväskylän Suurajot), disputé du 27 au 29 août 1982, est la cent-huitième manche du championnat du monde des rallyes (WRC) courue depuis 1973, et la neuvième manche du Championnat du monde des rallyes 1982.

## Contexte avant la course

### Le championnat du monde

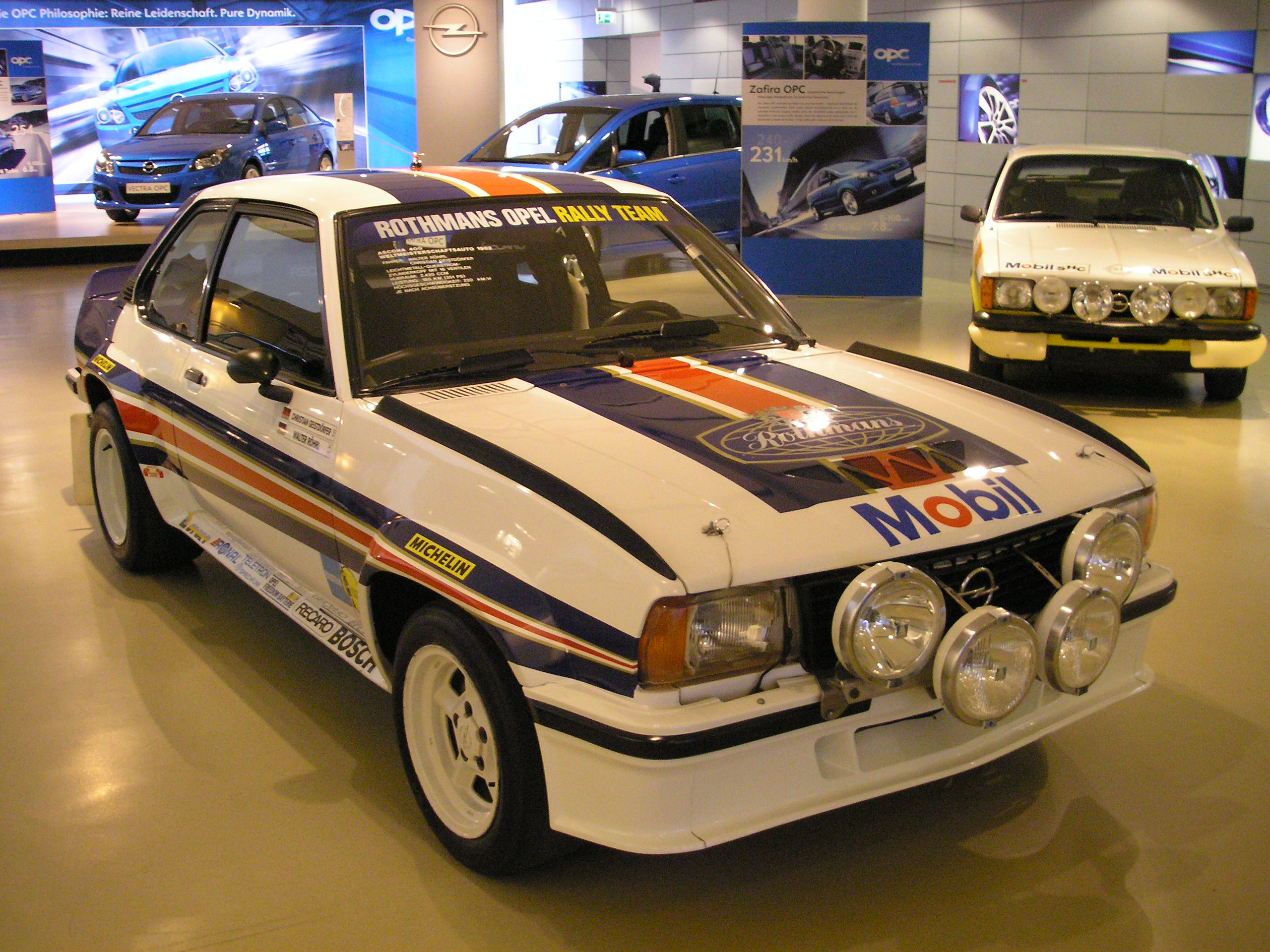
L'Opel Ascona 400 de Walter Röhrl, vainqueur du Rallye Monte-Carlo et leader du classement provisoire du championnat du monde.

Ayant succédé en 1973 au championnat international des marques (en vigueur de 1970 à 1972), le championnat du monde des rallyes se dispute sur un maximum de treize manches, comprenant les plus célèbres épreuves routières internationales, telles le Rallye Monte-Carlo, le Safari ou le RAC Rally. Depuis 1979, le championnat des constructeurs a été doublé d'un championnat pilotes, ce dernier remplaçant l'éphémère Coupe des conducteurs, organisée à seulement deux reprises en 1977 et 1978. Le calendrier 1982 intégrait initialement treize manches pour l'attribution du titre de champion du monde des pilotes dont onze sélectives pour le championnat des marques (le Rallye de Suède et le Rallye de Côte d'Ivoire en étant exclus), mais l'annulation récente du Rallye d'Argentine à cause de la guerre des Malouines a amputé le calendrier d'une épreuve.
1982 marque l'introduction de la nouvelle réglementation en matière d’homologation des voitures de rallye, avec les catégories suivantes :
- Groupe N : voitures de grande production de série, ayant au minimum quatre places, fabriquées à au moins 5000 exemplaires en douze mois consécutifs ; modifications très limitées par rapport au modèle de série (bougies, amortisseurs).
- Groupe A : voitures de tourisme de grande production, fabriquées à au moins 5000 exemplaires en douze mois consécutifs, avec possibilité de modifications des pièces d'origine ; poids minimum fonction de la cylindrée.
- Groupe B : voitures de grand tourisme, fabriquées à au moins 200 exemplaires en douze mois consécutifs, avec possibilité de modifications des pièces d'origine (extension d'homologation portant sur 10% de la production). Les élargisseurs d'aile rapportés sont interdits[4].

La plupart des constructeurs ne disposant pas encore de modèle groupe B, la FISA a prolongé d'un an l'homologation des voitures des groupes 2 (tourisme spécial) et 4 (grand tourisme spécial), 1982 constituant une année de transition. Le championnat du monde se joue entre Audi (avec son coupé Quattro à transmission intégrale), et Opel, dont la classique et polyvalente Ascona 400 effectue sa troisième saison. Très malchanceux depuis le début de l'année, Hannu Mikkola n'a pu concrétiser le potentiel de son Audi, accidents et problèmes de fiabilité lui ayant coûté la victoire à maintes reprises depuis le début de l'année. Vainqueur du Rallye Monte-Carlo et toujours aux avant-postes dans les autres épreuves, Walter Röhrl a propulsé Opel en tête du championnat des constructeurs, le pilote allemand devançant par ailleurs de vingt-sept points la Française Michèle Mouton (qui a imposé son Audi au Portugal, en Grèce et au Brésil) au classement des conducteurs.

### L'épreuve
Épreuve très rapide et particulièrement spectaculaire, le Rallye des 1000 lacs fut créé en 1951 et se déroule en Finlande centrale. Alors que les reconnaissances s'effectuent à allure très réduite, les vitesses atteintes sur les pistes forestières pendant le déroulement de l'épreuve atteignent 200 km/h, et les sauts effectués sur les bosses jalonnant le parcours sont particulièrement impressionnants. À trois exceptions près, la victoire n'a jamais échappé aux pilotes finlandais qui savent parfaitement exploiter leur connaissance du terrain et en déjouer les principaux pièges. Victorieux à cinq reprises entre 1968 et 1975, Hannu Mikkola y détient le plus beau palmarès.

## Le parcours
- départ : 27 août 1982 de Laajavuori
- arrivée : 29 août 1982 à Laajavuori

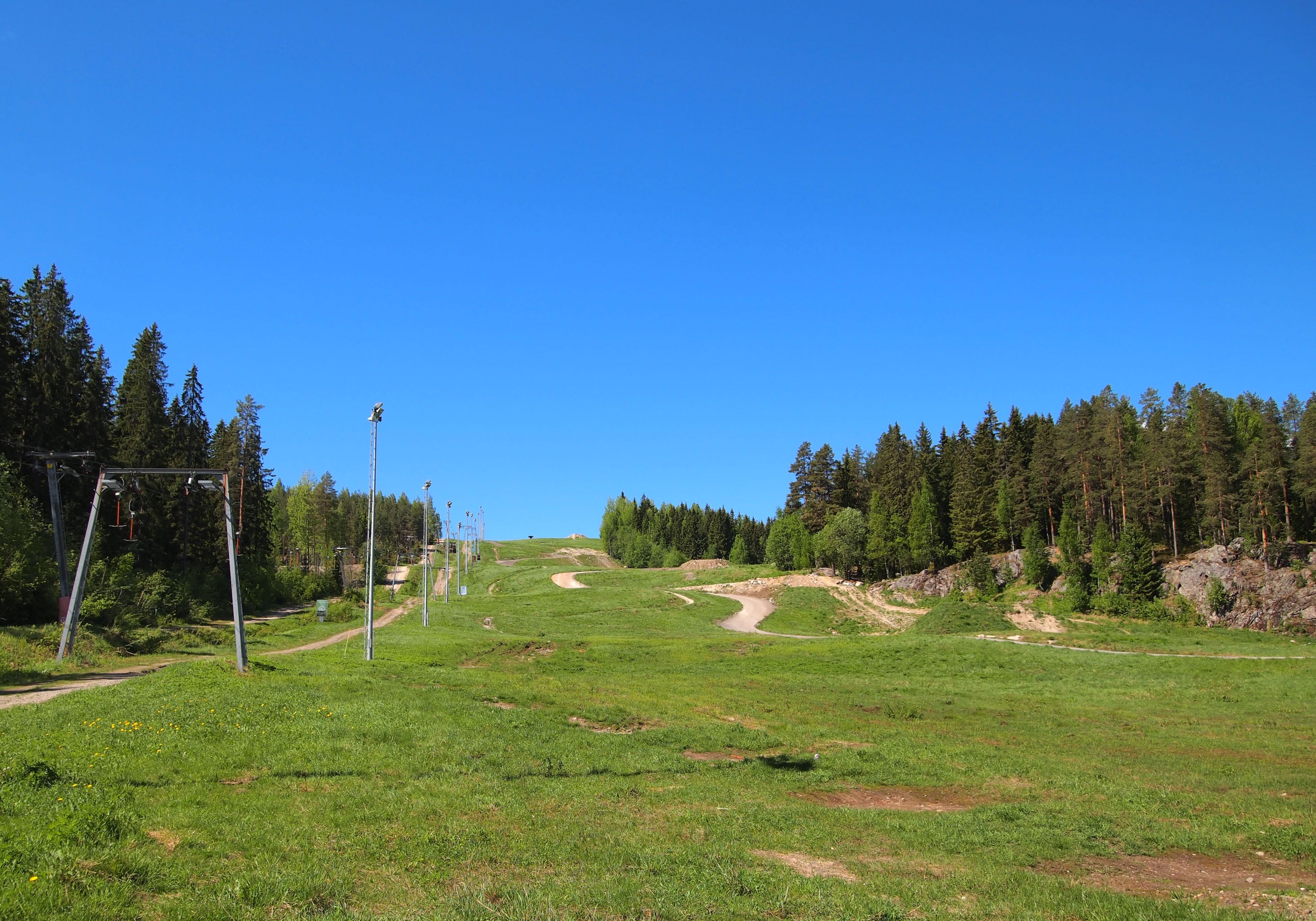
Le départ et l'arrivée auront lieu au pied de la station de Laajavuori, à Kortepohja.

- distance : 1 436 km dont 470,97 km sur 46 épreuves spéciales (47 épreuves initialement prévues, pour un total de 479,82 km)
- surface : presque exclusivement terre (1 épreuve spéciale mixte asphalte et terre)
- Parcours divisé en cinq étapes[6]

### Première étape
- Laajavuori - Laajavuori, du 27 au  28 août
- 11 épreuves spéciales, 105,45 km

### Deuxième étape
- Laajavuori - Laajavuori, le 28 août
- 8 épreuves spéciales, 81,85 km

### Troisième étape
- Laajavuori - Sääksmäki, le 28 août
- 12 épreuves spéciales, 126,7 km

### Quatrième étape
- Sääksmäki - Jämsä, du 28 au 29 août
- 7 épreuves spéciales, 61,38 km (8 épreuves initialement prévues, pour un total de 70,23 km)

### Cinquième étape
- Jämsä - Laajavuori, le 29 août
- 8 épreuves spéciales, 95,59 km

## Les forces en présence
- Audi

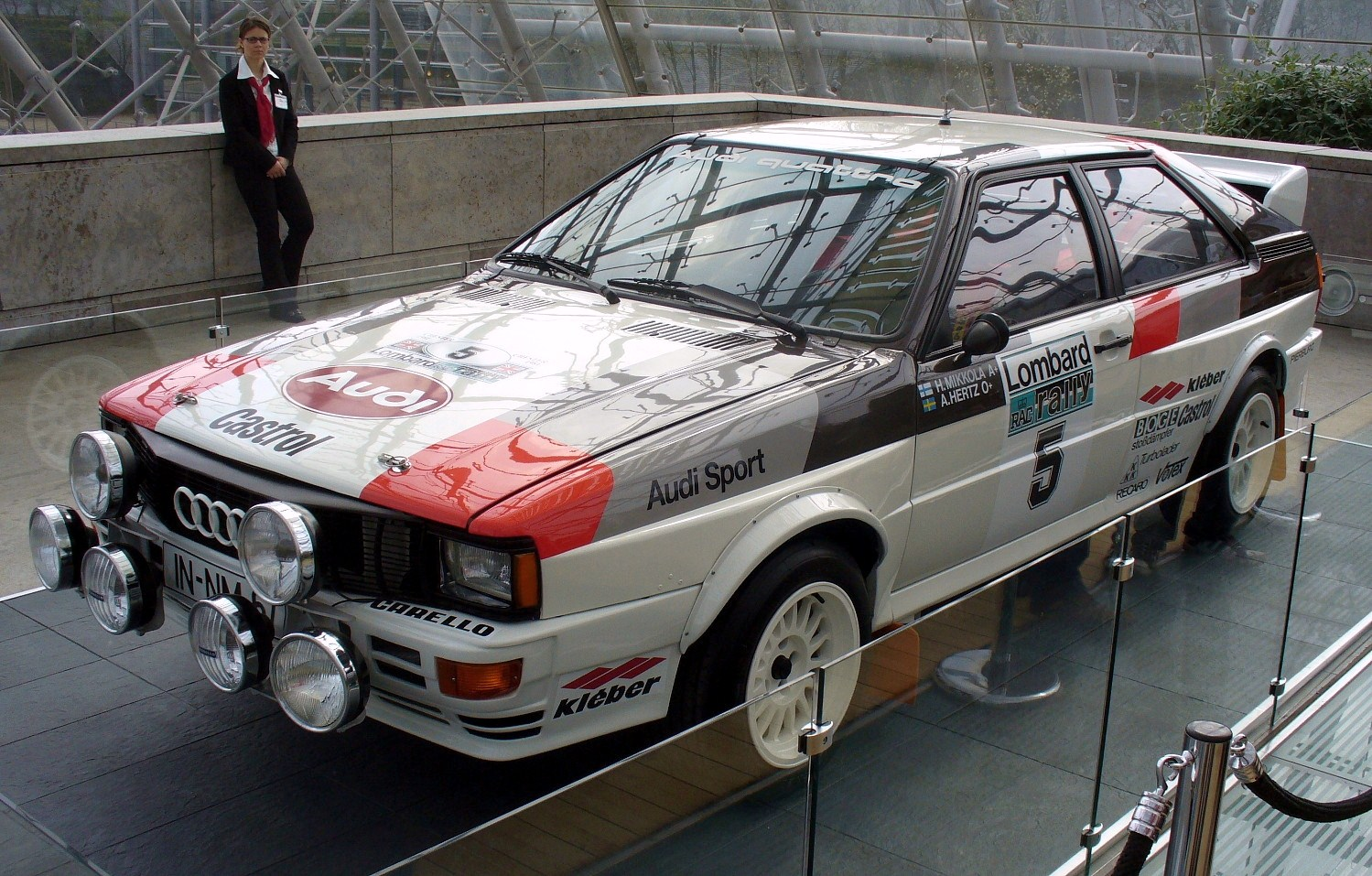
L'Audi Quattro groupe 4 dispose de quatre roues motrices permanentes.

En plus des deux habituelles Quattro groupe 4 confiées à Hannu Mikkola et Michèle Mouton, le constructeur d'Ingolstadt a engagé une troisième voiture de ce type pour le Suédois Stig Blomqvist, un des rares pilotes non finlandais à s'être déjà imposé aux 1000 lacs. Dotés d'une transmission intégrale permanente, ces coupés pèsent plus d'une tonne et sont équipés d'un moteur cinq cylindres à injection directe, suralimenté par turbocompresseur, d'une puissance de l'ordre de 330 chevaux. Durant les reconnaissances, les pilotes ont effectué des tests comparatifs entre les pneus Kléber (fournisseur officiel de la marque) et les pneus Michelin TRX dont dispose habituellement Blomqvist de par son contrat avec Audi Suède. Les pneus Michelin étant plus performants sur les pistes finlandaises, Mikkola et Mouton ont également choisi de les utiliser pour cette épreuve.
- Opel

Walter Röhrl ayant renoncé à disputer l'épreuve finlandaise, l'équipe Opel-Rothmans a engagé une seule Ascona 400 groupe 4 pour Henri Toivonen. Engagé par l'importateur suédois de la marque, Björn Johansson dispose d'un modèle identique. Pesant environ une tonne, les Ascona 400 sont équipées d'un moteur quatre cylindres de 2420 cm3, élaboré par Cosworth. Alimenté par deux carburateurs double-corps, il développe 255 chevaux. Lors des reconnaissances, Toivonen a testé un moteur «phase 3» à distribution modifiée et plus gros carburateurs, délivrant 280 chevaux, mais son manque de souplesse s'est révélé pénalisant sur ce type de terrain. Les Opel sont équipées de pneus Michelin TRX.
- Nissan

Timo Salonen dispose de la nouvelle Silvia Turbo, homologuée en groupe 2. Son moteur deux litres suralimenté développe 270 chevaux. Nissan utilise habituellement des pneus Dunlop, mais peut également disposer de pneumatiques Nokian pour cette épreuve. Épaulant l'équipe officielle, l'importateur finlandais a engagé une Violet GTS groupe 4 (moteur deux litres seize soupapes, 225 chevaux) pour Erkki Pitkänen et une 160J groupe 2 pour le journaliste Peter Geitel.
- Lancia

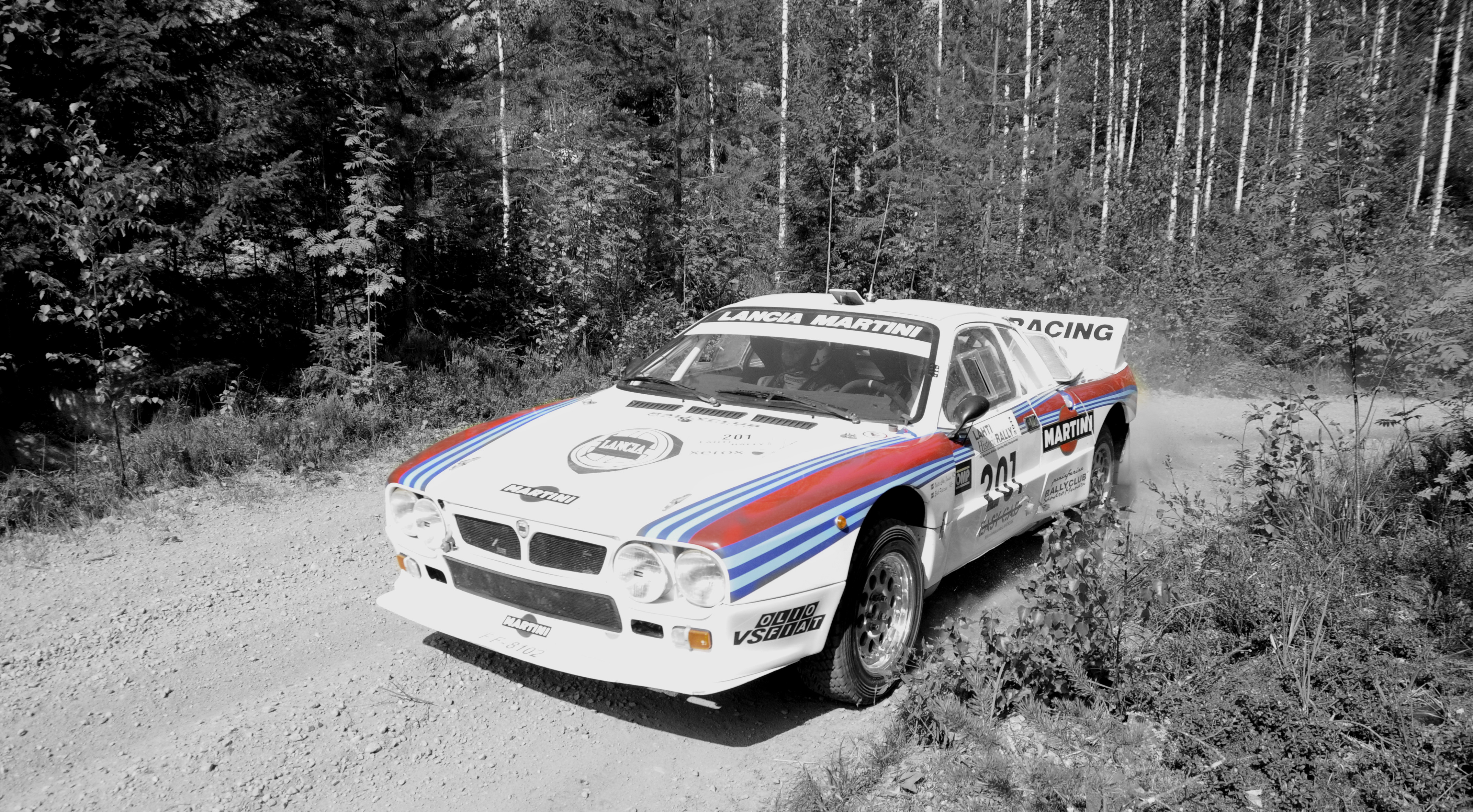
Une Lancia Rally 037 lors d'un rallye historique.

La Scuderia Lancia a engagé la dernière évolution de sa Rally 037 groupe B, confiée à Markku Alén. L'utilisation de portes et de vitres en matière plastique ont permis de ramener son poids à 960 kg, le minimum autorisé dans cette catégorie. Désormais alimenté par injection, le moteur quatre cylindres deux litres, monté en position centrale arrière et équipé d'un compresseur volumétrique taré à 0,7 bar de surpression, délivre 310 chevaux. Alén utilise des pneus Pirelli.
- Mitsubishi

Après neuf mois d'absence, le constructeur japonais effectue sa rentrée en championnat du monde, engageant deux Lancer Turbo groupe 4 pour Pentti Airikkala et Anders Kulläng. Ces voitures de 1040 kg disposent d'un moteur quatre cylindres seize soupapes de deux litres de cylindrée, à injection électronique Bosch, suralimenté par un turbocompresseur développé en interne. La puissance maximale est de 280 chevaux à 7000 tr/min. Elles sont équipées de pneus Advan, une sous-marque de Yokohama.
- Ford

Dernier vainqueur en date, Ari Vatanen prendra le départ sur une Escort RS1800 groupe 4 (1000 kg, moteur deux litres alimenté par injection, 260 chevaux), engagée par le préparateur MCD Services et équipée de pneus Pirelli. Également engagé par une écurie privée, Lasse Lampi s'aligne sur un modèle identique.
- Porsche

Comme l'année précédente, Per Eklund a engagé sa 911 SC groupe 4 personnelle, un modèle disposant de 300 chevaux. Leo Kinnunen dispose également d'une 911 SC, mais homologuée en groupe B.
- Talbot

Engagé à titre privé, Antero Laine s'aligne sur une Sunbeam Lotus groupe 2 (950 kg, moteur quatre cylindres seize soupapes de 2200 cm3, 250 chevaux).
- Vauxhall

Le Britannique Russell Brookes a engagé sa Chevette HSR groupe 4 (1000 kg, moteur quatre cylindres de 2279 cm3, 240 chevaux). Elle est chaussée de pneus Michelin.
- Renault

Le pilote français Jean-Paul Luc pilote une Renault 5 Turbo groupe 4 (925 kg, moteur central arrière de 1397 cm3 suralimenté, 200 chevaux).

## Déroulement de la course

### Première étape
Les 156 équipages prennent le départ depuis Laajavuori, la station de ski de Jyväskylä, le vendredi soir. Après deux jours de pluie les chemins sont très humides et les Audi Quattro prennent d'emblée l'avantage, Stig Blomqvist devançant ses coéquipiers Hannu Mikkola et Michèle Mouton. Les trois Audi devancent la Lancia de Markku Alén, qui déloge bientôt Mouton de la troisième place, tandis que Blomqvist et Mikkola prennent à tour de rôle le commandement. Michèle Mouton se maintient à la quatrième place jusqu'à la tombée de la nuit, avant de concéder du terrain dès l'obscurité venue, handicapée par son manque d'expérience sur un parcours que ses adversaires maîtrisent parfaitement. Alén n'est pas récompensé de son beau début de course, le moteur de sa Lancia refusant tout service à l'arrivée du secteur d'Ouninpohja. Blomqvist compte alors six secondes d'avance sur Mikkola mais une crevaison dans l'épreuve suivante lui fait perdre plus d'une demi-minute, le pilote suédois rétrogradant à la troisième place, quatre secondes derrière l'Opel d'Henri Toivonen qui a réalisé le meilleur temps dans ce secteur. Le pilote Opel se montre à nouveau le plus rapide dans les deux tronçons suivants, se rapprochant à huit secondes de Mikkola, mais ce dernier réagit dans les dernières épreuves nocturnes, achevant l'étape avec une marge de quatorze secondes. Troisième, Blomqvist compte près de trente secondes de retard sur la première Audi. Malgré une attaque permanente au volant de sa Ford Escort privée, Ari Vatanen, quatrième, est à une minute. Derrière, la cinquième place est très disputée entre l'Opel de Björn Johansson, la Mitsubishi de Pentti Airikkala, la Nissan de Timo Salonen et l'Audi de Michèle Mouton (qui a connu quelques problèmes d'injection), qui se tiennent en quelques secondes.
| Pos. | Pilote            | Copilote            | Voiture                    | Groupe | Temps           | Écart        |
| ---- | ----------------- | ------------------- | -------------------------- | ------ | --------------- | ------------ |
| 1    | Hannu Mikkola     | Arne Hertz          | Audi Quattro               | 4      | 55 min 29 s     |              |
| 2    | Henri Toivonen    | Fred Gallagher      | Opel Ascona 400            | 4      | 55 min 43 s     | + 14 s       |
| 3    | Stig Blomqvist    | Björn Cederberg     | Audi Quattro               | 4      | 55 min 57 s     | + 28 s       |
| 4    | Ari Vatanen       | Terry Harryman      | Ford Escort RS1800         | 4      | 56 min 25 s     | + 56 s       |
| 5    | Björn Johansson   | Sven-Erik Andersson | Opel Ascona 400            | 4      | 58 min 05 s     | + 2 min 36 s |
| 6    | Pentti Airikkala  | Juha Piironen       | Mitsubishi Lancer Turbo    | 4      | 58 min 08 s     | + 2 min 39 s |
| 7    | Timo Salonen      | Seppo Harjanne      | Nissan Silvia Turbo        | 2      | 58 min 11 s     | + 2 min 42 s |
| 8    | Michèle Mouton    | Fabrizia Pons       | Audi Quattro               | 4      | 58 min 15 s     | + 2 min 46 s |
| 9    | Lasse Lampi       | Pentti Kuukkala     | Ford Escort RS1800         | 4      | 59 min 24 s     | + 3 min 55 s |
| 10   | Antero Laine      | Risto Virtanen      | Talbot Sunbeam Lotus       | 2      | 59 min 28 s     | + 3 min 59 s |
| 11   | Erkki Pitkänen    | Juanii Paalama      | Nissan Violet GT           | 4      | 59 min 44 s     | + 4 min 15 s |
| 12   | Anders Kulläng    | Bruno Berglund      | Mitsubishi Lancer Turbo    | 4      | 59 min 46 s     | + 4 min 17 s |
| 13   | Kyösti Hämäläinen | Tapio Vanhala       | Ford Escort RS1800         | 2      | 1 h 00 min 18 s | + 4 min 49 s |
| 14   | Jouko Pöysti      | Reijo Savolin       | Ford Escort RS1800         | 4      | 1 h 00 min 51 s | + 5 min 22 s |
| 15   | Russell Brookes   | Ronan Morgan        | Vauxhall Chevette 2300 HSR | 4      | 1 h 01 min 10 s | + 5 min 41 s |
| 16   | Harri Toivonen    | Juha Paajanen       | Ford Escort RS1800         | 4      | 1 h 01 min 15 s | + 5 min 46 s |
| 17   | Peter Geitel      | Rolf Mesterton      | Nissan Violet 160J         | 2      | 1 h 01 min 25 s | + 5 min 56 s |
| 18   | Harri Uotila      | Timi Leino          | Ford Escort RS2000         | 2      | 1 h 03 min 34 s | + 8 min 05 s |
| 19   | Stig Andervang    | Roger Pehrson       | Ford Escort RS1800         | 4      | 1 h 03 min 40 s | + 8 min 11 s |
| 20   | Mika Arpiainen    | Jorma Pulkkinen     | Ford Escort RS1800         | 2      | 1 h 04 min 21 s | + 8 min 52 s |

### Deuxième étape
La course reprend le samedi matin. Alors que les pilotes Audi avaient tous opté pour des pneus Michelin, les responsables du manufacturier français demandent au constructeur allemand de revenir aux pneus Kleber, fournisseur officiel de la marque. Seul Blomqvist, engagé par Audi Suède, va continuer à utiliser les pneumatiques français, conformément à son contrat. Le pilote suédois va exploiter cet avantage au cours de cette seconde étape, se montrant régulièrement le plus rapide. Il dépossède rapidement Toivonen de sa deuxième place et réduit progressivement l'écart sur Mikkola. Dans le secteur de Myhinpää, Blomqvist s'empare du commandement de la course, ayant repris plus de vingt secondes en vingt-cinq kilomètres. Troisième, Toivonen accuse désormais près de quarante secondes de retard sur les deux hommes de tête, alors que Vatanen, quatrième, est sur le point d'abandonner, le moteur de son Escort perdant énormément d'huile. Michèle Mouton, qui était revenue en cinquième position, a cassé le différentiel avant de son Audi à la réception d'un long saut ; ignorant qu'elle n'avait plus que deux roues motrices, elle est sortie de la route dans le virage suivant et a dû abandonner. Blomqvist gagne encore quelques secondes sur Mikkola dans le secteur de Kalliokoski mais dans la dernière épreuve une crevaison causée par une pierre lui fait perdre plus de vingt secondes, permettant à Mikkola de rallier Laajavuori en tête, avec douze secondes d'avance sur son coéquipier. Malgré une sortie de route consécutive à une crevaison lente, Toivonen conserve la troisième place ; la partie avant-gauche de son Opel, qui a heurté une cabane en bois, a été sérieusement endommagée et il accuse désormais plus de deux minutes de retard. Malgré un pouce cassé, il continue néanmoins. Quatrième à quatre minutes et demie des Audi, Airikkala est talonné par Johansson et Salonen, ce dernier étant en tête du groupe 2 devant la Talbot d'Antero Laine.
| Pos. | Pilote            | Copilote            | Voiture                 | Groupe | Temps           | Écart        |
| ---- | ----------------- | ------------------- | ----------------------- | ------ | --------------- | ------------ |
| 1    | Hannu Mikkola     | Arne Hertz          | Audi Quattro            | 4      | 1 h 37 min 26 s |              |
| 2    | Stig Blomqvist    | Björn Cederberg     | Audi Quattro            | 4      | 1 h 37 min 38 s | + 12 s       |
| 3    | Henri Toivonen    | Fred Gallagher      | Opel Ascona 400         | 4      | 1 h 39 min 50 s | + 2 min 24 s |
| 4    | Pentti Airikkala  | Juha Piironen       | Mitsubishi Lancer Turbo | 4      | 1 h 41 min 57 s | + 4 min 31 s |
| 5    | Björn Johansson   | Sven-Erik Andersson | Opel Ascona 400         | 4      | 1 h 42 min 02 s | + 4 min 36 s |
| 6    | Timo Salonen      | Seppo Harjanne      | Nissan Silvia Turbo     | 2      | 1 h 42 min 10 s | + 4 min 44 s |
| 7    | Antero Laine      | Risto Virtanen      | Talbot Sunbeam Lotus    | 2      | 1 h 44 min 24 s | + 6 min 58 s |
| 8    | Erkki Pitkänen    | Juanii Paalama      | Nissan Violet GT        | 4      | 1 h 44 min 26 s | + 7 min 00 s |
| 9    | Jouko Pöysti      | Reijo Savolin       | Ford Escort RS1800      | 4      | 1 h 46 min 28 s | + 9 min 02 s |
| 10   | Kyösti Hämäläinen | Tapio Vanhala       | Ford Escort RS1800      | 2      | 1 h 46 min 35 s | + 9 min 09 s |

### Troisième étape
Après une brève pause, les équipages reprennent la route en direction de Sääksmäki. Peu après le départ, Johansson doit renoncer, pression d'huile à zéro. Malgré des problèmes de refroidissement consécutifs à sa sortie de route, Toivonen se montre presque aussi rapide que Mikkola dans le secteur de Harju, mais son Opel n'ira guère plus loin, le moteur ayant surchauffé. Débarrassés de toute menace, les pilotes Audi, qui ont reçu pour consigne de maintenir leurs positions, n'ont plus qu'à contrôler leur avance sur Airikkala et Salonen, désormais troisième et quatrième et toujours en pleine bagarre. L'ordre des quatre premiers va rester le même jusqu'en fin de journée, Mikkola et Blomqvist ralliant Sääksmäki séparés de quelques secondes, tandis qu'Airikkala, toujours aux avant-postes, a porté son avance sur Salonen à une demi-minute.

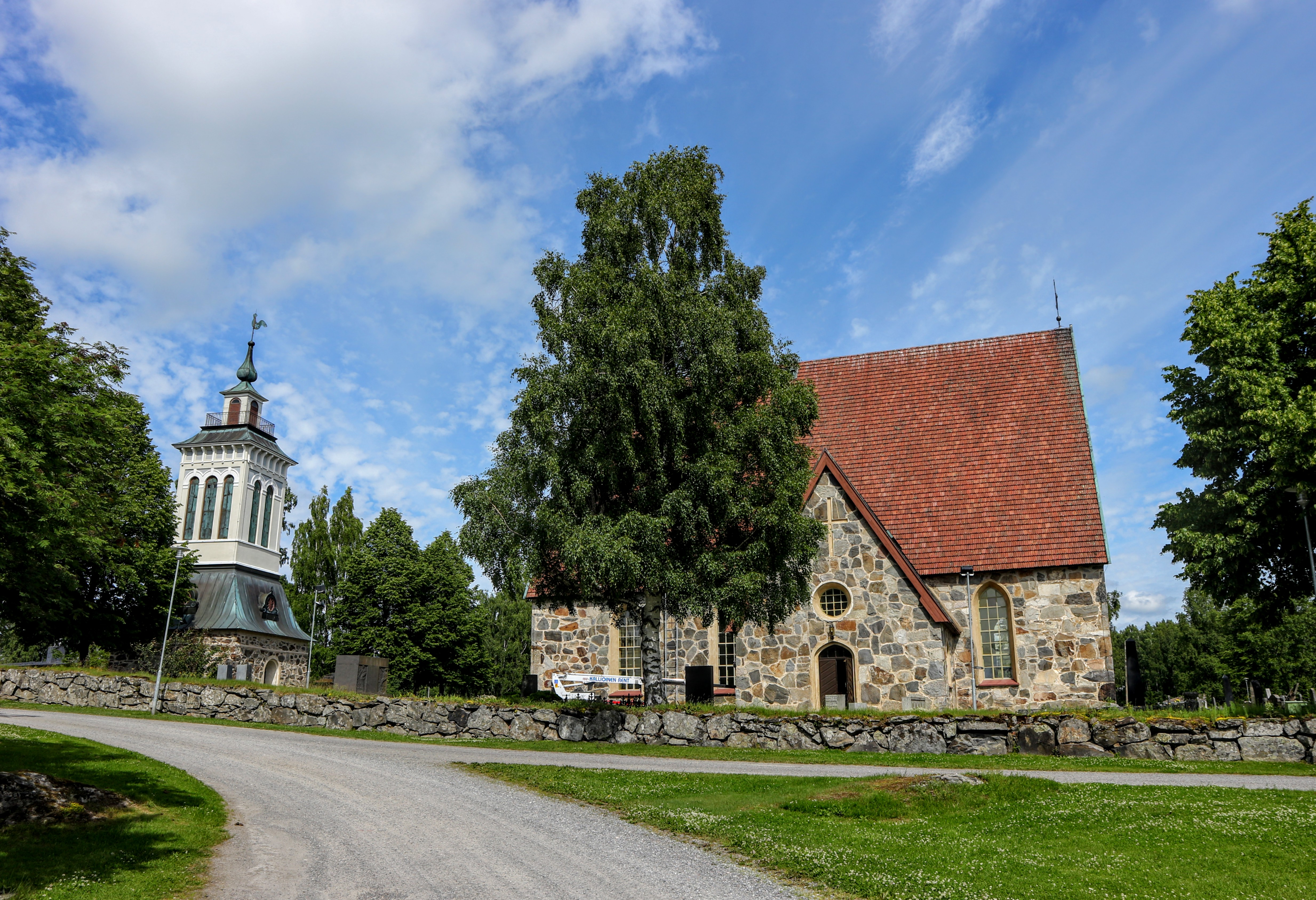
Sääksmäki, terme de la troisième étape.

| Pos. | Pilote           | Copilote        | Voiture                 | Groupe |
| ---- | ---------------- | --------------- | ----------------------- | ------ |
| 1    | Hannu Mikkola    | Arne Hertz      | Audi Quattro            | 4      |
| 2    | Stig Blomqvist   | Björn Cederberg | Audi Quattro            | 4      |
| 3    | Henri Toivonen   | Fred Gallagher  | Opel Ascona 400         | 4      |
| 3    | Pentti Airikkala | Juha Piironen   | Mitsubishi Lancer Turbo | 4      |
| 4    | Timo Salonen     | Seppo Harjanne  | Nissan Silvia Turbo     | 2      |
| 5    | Antero Laine     | Risto Virtanen  | Talbot Sunbeam Lotus    | 2      |
| 6    | Erkki Pitkänen   | Juanii Paalama  | Nissan Violet GT        | 4      |

### Quatrième étape
Les équipages rescapés repartent de Sääksmäki dans la soirée du samedi. Les positions sont acquises et aucun changement ne vient bouleverser le classement des premiers, le seul incident notable étant l'abandon de la Nissan d'Erkki Pitkänen, qui occupait une belle sixième place derrière la Talbot de Laine. Mikkola et Blomqvist rallient Jämsä dans cet ordre, toujours distants de quelques secondes, et avec une très confortable avance sur Airikkala et Salonen.
| Pos. | Pilote           | Copilote        | Voiture                 | Groupe |
| ---- | ---------------- | --------------- | ----------------------- | ------ |
| 1    | Hannu Mikkola    | Arne Hertz      | Audi Quattro            | 4      |
| 2    | Stig Blomqvist   | Björn Cederberg | Audi Quattro            | 4      |
| 3    | Henri Toivonen   | Fred Gallagher  | Opel Ascona 400         | 4      |
| 3    | Pentti Airikkala | Juha Piironen   | Mitsubishi Lancer Turbo | 4      |
| 4    | Timo Salonen     | Seppo Harjanne  | Nissan Silvia Turbo     | 2      |
| 5    | Antero Laine     | Risto Virtanen  | Talbot Sunbeam Lotus    | 2      |

### Cinquième étape
Disputée le dimanche, la dernière étape n'est qu'une formalité pour les pilotes Audi et Mikkola remporte aisément sa sixième victoire aux Mille lacs, devant Blomqvist, mettant un terme à la série noire qui le poursuivait depuis le Rallye de Suède. Le doublé Audi permet au constructeur allemand de se rapprocher à onze points d'Opel au classement provisoire du championnat. Troisième à l'issue d'une très belle course, Airikkkala a démontré les progrès de la Mitsubishi à moteur turbo. Quatrième, Salonen remporte aisément le groupe 2.

### Classements intermédiaires
Classements intermédiaires des pilotes après chaque épreuve spéciale

### Classement général

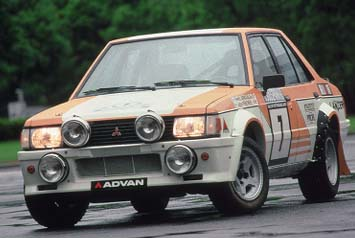
La Mitsubishi Lancer Turbo de Pentti Airikkala, brillant troisième de l'épreuve.

| Pos | No  | Pilote           | Copilote        | Voiture                    | Temps           | Écart         | Groupe |
| --- | --- | ---------------- | --------------- | -------------------------- | --------------- | ------------- | ------ |
| 1   | 3   | Hannu Mikkola    | Arne Hertz      | Audi Quattro               | 4 h 19 min 05 s |               | 4      |
| 2   | 5   | Stig Blomqvist   | Björn Cederberg | Audi Quattro               | 4 h 19 min 33 s | + 28 s        | 4      |
| 3   | 7   | Pentti Airikkala | Juha Piironen   | Mitsubishi Lancer Turbo    | 4 h 23 min 22 s | + 4 min 17 s  | 4      |
| 4   | 6   | Timo Salonen     | Seppo Harjanne  | Nissan Silvia Turbo        | 4 h 25 min 02 s | + 5 min 57 s  | 2      |
| 5   | 14  | Antero Laine     | Risto Virtanen  | Talbot Sunbeam Lotus       | 4 h 31 min 54 s | + 12 min 49 s | 2      |
| 6   | 15  | Russell Brookes  | Ronan Morgan    | Vauxhall Chevette 2300 HSR | 4 h 37 min 10 s | + 18 min 05 s | 4      |
| 7   | 26  | Harri Uotila     | Timi Leino      | Ford Escort RS2000         | 4 h 48 min 10 s | + 29 min 05 s | 2      |
| 8   | 20  | Jouni Kinnunen   | Juhani Nieminen | Ford Escort RS1800         | 4 h 51 min 03 s | + 31 min 58 s | 2      |
| 9   | 60  | Seppo Mustonen   | Erkki Pakkanen  | Ford Escort RS2000         | 4 h 53 min 47 s | + 34 min 42 s | 2      |
| 10  | 109 | Henri Palmroos   | Ilkka Riipinen  | Ford Escort RS2000         | 4 h 55 min 55 s | + 36 min 50 s | 2      |

### Équipages de tête
- ES1 à ES2 :  Stig Blomqvist -  Björn Cederberg (Audi Quattro)
- ES3 :  Hannu Mikkola -  Arne Hertz (Audi Quattro)
- ES4 :  Hannu Mikkola -  Arne Hertz (Audi Quattro) &  Stig Blomqvist -  Björn Cederberg (Audi Quattro)
- ES5 :  Stig Blomqvist -  Björn Cederberg (Audi Quattro)
- ES6 à ES16 :  Hannu Mikkola -  Arne Hertz (Audi Quattro)
- ES17 à ES18 :  Stig Blomqvist -  Björn Cederberg (Audi Quattro)
- ES19 à ES47 :  Hannu Mikkola -  Arne Hertz (Audi Quattro)

### Vainqueurs d'épreuves spéciales
- Stig Blomqvist -  Björn Cederberg (Audi Quattro) : 21 spéciales (ES 1, 4, 5, 9, 12, 14 à 18, 21, 22, 28, 33 à 35, 42, 44 à 47)
- Hannu Mikkola -  Arne Hertz (Audi Quattro) : 12 spéciales (ES 3, 10, 11, 13, 19, 20, 29, 31, 32, 38, 41, 43)
- Pentti Airikkala -  Juha Piironen (Mitsubishi Lancer Turbo) : 11 spéciales (ES 23 à 26, 28, 30, 31, 36 à 38, 40)
- Henri Toivonen -  Fred Gallagher (Opel Ascona 400) : 3 spéciales (ES 6 à 8)
- Timo Salonen -  Seppo Harjanne (Nissan Silvia Turbo) : 2 spéciales (ES 27, 40)
- Markku Alén -  Ilkka Kivimäki (Lancia Rally 037) : 1 spéciale (ES 2)

## Résultats des principaux engagés
| No  | Pilote            | Copilote            | Voiture                    | Groupe | Classement général                           | Class. groupe |
| --- | ----------------- | ------------------- | -------------------------- | ------ | -------------------------------------------- | ------------- |
| 1   | Ari Vatanen       | Terry Harryman      | Ford Escort RS1800         | 4      | ab. après la 17e spéciale (moteur)           | -             |
| 2   | Markku Alén       | Ilkka Kivimäki      | Lancia Rally 037           | B      | ab. après la 5e spéciale (moteur)            | -             |
| 3   | Hannu Mikkola     | Arne Hertz          | Audi Quattro               | 4      | 1er                                          | 1er           |
| 4   | Henri Toivonen    | Fred Gallagher      | Opel Ascona 400            | 4      | ab. dans la 21e spéciale (joint de culasse)  | -             |
| 5   | Stig Blomqvist    | Björn Cederberg     | Audi Quattro               | 4      | 2e à 28 s                                    | 2e            |
| 6   | Timo Salonen      | Seppo Harjanne      | Nissan Silvia Turbo        | 2      | 4e à 5 min 57 s                              | 1er           |
| 7   | Pentti Airikkala  | Juha Piironen       | Mitsubishi Lancer Turbo    | 4      | 3e à 4 min 17 s                              | 3e            |
| 8   | Michèle Mouton    | Fabrizia Pons       | Audi Quattro               | 4      | ab. dans la 17e spéciale (sortie de route)   | -             |
| 9   | Per Eklund        | Ragnar Spjuth       | Porsche 911 SC             | 4      | ab. dans la 3e spéciale (suspension arrière) | -             |
| 10  | Anders Kulläng    | Bruno Berglund      | Mitsubishi Lancer Turbo    | 4      | ab. dans la 17e spéciale (moteur)            | -             |
| 12  | Lasse Lampi       | Pentti Kuukkala     | Ford Escort RS1800         | 4      | ab. dans la 15e spéciale (allumage)          | -             |
| 13  | Björn Johansson   | Sven-Erik Andersson | Opel Ascona 400            | 4      | ab. avant la 20e spéciale (pression d'huile) | -             |
| 14  | Antero Laine      | Risto Virtanen      | Talbot Sunbeam Lotus       | 2      | 5e à 12 min 49 s                             | 2e            |
| 15  | Russell Brookes   | Ronan Morgan        | Vauxhall Chevette 2300 HSR | 4      | 6e à 18 min 05 s                             | 4e            |
| 18  | Alain Coppier     | Josépha Laloz       | Citroën Visa Trophée       | B      | ab. dans la 8e spéciale (carter)             | -             |
| 20  | Jouni Kinnunen    | Juhani Nieminen     | Ford Escort RS2000         | 2      | 8e à 31 min 58 s                             | 4e            |
| 21  | Kyösti Hämäläinen | Tapio Vanhala       | Ford Escort RS1800         | 2      | ab. dans la 32e spéciale (fuite d'huile)     | -             |
| 22  | Erkki Pitkänen    | Juanii Paalama      | Nissan Violet GT           | 4      | ab. dans la 32e spéciale (électricité)       | -             |
| 23  | Jean-Paul Luc     | Daniel Brichot      | Renault 5 Turbo            | 4      | ab. dans la 1re spéciale (sortie de route)   | -             |
| 26  | Harri Uotila      | Timi Leino          | Ford Escort RS2000         | 2      | 7e à 29 min 05 s                             | 3e            |
| 28  | Leo Kinnunen      | Risto Antilla       | Porsche 911 SC             | B      | ab. dans la 5e spéciale (goujons de roues)   | -             |
| 29  | Harri Toivonen    | Juha Paajanen       | Ford Escort RS1800         | 4      | ab. dans la 23e spéciale (sortie de route)   | -             |
| 30  | Jouko Pöysti      | Reijo Savolin       | Ford Escort RS1800         | 4      | ab. dans la 34e spéciale (embrayage)         | -             |
| 32  | Peter Geitel      | Rolf Mesterton      | Nissan Violet 160J         | 2      | ab. dans la 38e spéciale (électricité)       | -             |
| 36  | Stig Andervang    | Roger Pehrson       | Ford Escort RS1800         | 4      | ab. dans la 24e spéciale (alternateur)       | -             |
| 39  | Mika Arpiainen    | Jorma Pulkkinen     | Ford Escort RS1800         | 2      | ab. dans la 39e spéciale                     | -             |
| 56  | Olivier Tabatoni  | Michel Cadier       | Citroën Visa Trophée       | B      | 19e à 47 min 28 s                            | 1er           |
| 60  | Seppo Mustonen    | Erkki Pakkanen      | Ford Escort RS2000         | 2      | 9e à 34 min 42 s                             | 5e            |
| 71  | Kari Laakso       | Ossi Lehtonen       | Volkswagen Golf GTI        | A      | 11e à 37 min 28 s                            | 1er           |
| 109 | Henri Palmroos    | Ilkka Riipinen      | Ford Escort RS2000         | 2      | 10e à 36 min 50 s                            | 6e            |

## Classements des championnats à l'issue de la course

### Constructeurs
- Attribution des points : 10, 9, 8, 7, 6, 5, 4, 3, 2, 1 respectivement aux dix premières marques de chaque épreuve, additionnés de 8, 7, 6, 5, 4, 3, 2, 1 respectivement aux huit premières de chaque groupe (seule la voiture la mieux classée de chaque constructeur marque des points). Les points de groupe ne sont attribués qu'aux concurrents ayant terminé dans les dix premiers au classement général. Au Brésil, les points du groupe 4 n'ont pas été attribués en raison du faible nombre de participants (inférieur à cinq) dans cette catégorie.
- Seuls les sept meilleurs résultats (sur dix épreuves) sont retenus pour le décompte final des points.
- Sur onze épreuves qualificatives initialement prévues pour le championnat du monde 1982, dix seulement seront effectivement courues, le Rallye d'Argentine (programmé en juillet) ayant été annulé début juin à cause de la guerre des Malouines[2].

| Pos. | Marque          | Points | M-C  | POR  | SAF  | COR  | ACR  | NZ   | BRE  | FIN  | SAN | RAC |
| ---- | --------------- | ------ | ---- | ---- | ---- | ---- | ---- | ---- | ---- | ---- | --- | --- |
| 1    | Opel            | 97     | 10+8 | 4+8  | 9+7  | 7+5  | 9+7  | 8+6  | 9+0  | -    |     |     |
| 2    | Audi            | 86     | 9+7  | 10+8 | -    | 4+2  | 10+8 | -    | 10+0 | 10+8 |     |     |
| 3    | Nissan          | 57     | -    | -    | 10+8 | -    | 7+5  | 7+5  | -    | 7+8  |     |     |
| 4    | Ford            | 55     | -    | 7+5  | -    | -    | 1+7  | 5+4  | 8+8  | 4+6  |     |     |
| 5    | Toyota          | 34     | -    | 9+7  | -    | -    | -    | 10+8 | -    | -    |     |     |
| 6    | Renault         | 32     | 6+4  | -    | -    | 10+8 | 3+1  | -    | -    | -    |     |     |
| 7    | Porsche         | 28     | 8+6  | -    | -    | 8+6  | -    | -    | -    | -    |     |     |
| 8    | Mitsubishi      | 22     | -    | -    | 3+5  | -    | -    | -    | -    | 8+6  |     |     |
| 9    | Ferrari         | 16     | -    | -    | -    | 9+7  | -    | -    | -    | -    |     |     |
| 10   | Volkswagen      | 14     | -    | -    | -    | -    | -    | -    | 7+7  | -    |     |     |
| 10=  | Citroën         | 14     | -    | 6+8  | -    | -    | -    | -    | -    | -    |     |     |
| 10=  | Mazda           | 14     | -    | -    | -    | -    | -    | 6+8  | -    | -    |     |     |
| 13   | Talbot          | 13     | -    | -    | -    | -    | -    | -    | -    | 6+7  |     |     |
| 14   | British Leyland | 12     | -    | -    | 5+7  | -    | -    | -    | -    | -    |     |     |
| 15   | Vauxhall        | 10     | -    | -    | -    | -    | -    | -    | -    | 5+5  |     |     |
| 15=  | Subaru          | 10     | -    | -    | 4+6  | -    | -    | -    | -    | -    |     |     |
| 15=  | Lancia          | 10     | -    | -    | -    | 2+8  | -    | -    | -    | -    |     |     |
| 18   | Fiat            | 6      | -    | -    | -    | -    | 4+2  | -    | -    | -    |     |     |

### Pilotes
- Attribution des points : 20, 15, 12, 10, 8, 6, 4, 3, 2, 1 respectivement aux dix premiers de chaque épreuve.
- Seuls les sept meilleurs résultats (sur douze épreuves) sont retenus pour le décompte final des points.
- Sur treize épreuves qualificatives initialement prévues pour le championnat du monde 1982, douze seulement seront effectivement courues à cause de l'annulation du Rallye d'Argentine.

| Pos. | Pilote              | Marque        | Points | M-C | SUE | POR | SAF | COR | ACR | NZ  | BRE | FIN | SAN | CIV | RAC |
| ---- | ------------------- | ------------- | ------ | --- | --- | --- | --- | --- | --- | --- | --- | --- | --- | --- | --- |
| 1    | Walter Röhrl        | Opel          | 99     | 20  | 12  | -   | 15  | 10  | 15  | 12  | 15  | -   |     |     |     |
| 2    | Michèle Mouton      | Audi          | 72     | -   | 8   | 20  | -   | 4   | 20  | -   | 20  | -   |     |     |     |
| 3    | Per Eklund          | Saab, Toyota¹ | 40     | -   | 10  | 15¹ | -   | -   | -   | 15¹ | -   | -   |     |     |     |
| 4    | Stig Blomqvist      | Audi          | 35     | -   | 20  | -   | -   | -   | -   | -   | -   | 15  |     |     |     |
| 4=   | Hannu Mikkola       | Audi          | 35     | 15  | -   | -   | -   | -   | -   | -   | -   | 20  |     |     |     |
| 6    | Shekhar Mehta       | Nissan        | 30     | -   | -   | -   | 20  | -   | 10  | -   | -   | -   |     |     |     |
| 7    | Jean Ragnotti       | Renault       | 20     | -   | -   | -   | -   | 20  | -   | -   | -   | -   |     |     |     |
| 7=   | Björn Waldegård     | Toyota        | 20     | -   | -   | -   | -   | -   | -   | 20  | -   | -   |     |     |     |
| 7=   | Timo Salonen        | Nissan        | 20     | -   | -   | -   | -   | -   | -   | 10  | -   | 10  |     |     |     |
| 10   | Guy Fréquelin       | Porsche       | 16     | 10  | -   | -   | -   | 6   | -   | -   | -   | -   |     |     |     |
| 10=  | Bruno Saby          | Renault       | 16     | 8   | -   | -   | -   | 8   | -   | -   | -   | -   |     |     |     |
| 12   | Ari Vatanen         | Ford          | 15     | -   | 15  | -   | -   | -   | -   | -   | -   | -   |     |     |     |
| 12=  | Jean-Claude Andruet | Ferrari       | 15     | -   | -   | -   | -   | 15  | -   | -   | -   | -   |     |     |     |
| 14   | Jean-Luc Thérier    | Porsche       | 12     | 12  | -   | -   | -   | -   | -   | -   | -   | -   |     |     |     |
| 14=  | Franz Wittmann      | Audi          | 12     | -   | -   | 12  | -   | -   | -   | -   | -   | -   |     |     |     |
| 14=  | Mike Kirkland       | Nissan        | 12     | -   | -   | -   | 12  | -   | -   | -   | -   | -   |     |     |     |
| 14=  | Bernard Béguin      | Porsche       | 12     | -   | -   | -   | -   | 12  | -   | -   | -   | -   |     |     |     |
| 14=  | Henri Toivonen      | Opel          | 12     | -   | -   | -   | -   | -   | 12  | -   | -   | -   |     |     |     |
| 14=  | Domingo De Vitta    | Ford          | 12     | -   | -   | -   | -   | -   | -   | -   | 12  | -   |     |     |     |
| 14=  | Pentti Airikkala    | Mitsubishi    | 12     | -   | -   | -   | -   | -   | -   | -   | -   | 12  |     |     |     |